# 1141
| 1141               |
| ------------------ |
| Dødsfald - Fødsler |
| • Begivenheder     |

| Gregoriansk kalender | 1141 MCXLI              |
| Ab urbe condita      | 1894                    |
| Armensk kalender     | 590 ԹՎ ՇՂ               |
| Kinesiske kalender   | 3837 – 3838 庚申 – 辛酉 |
| Etiopisk kalender    | 1133 – 1134             |
| Jødisk kalender      | 4901 – 4902             |
| Hindukalendere       |                         |
| - Vikram Samvat      | 1196 – 1197             |
| - Shaka Samvat       | 1063 – 1064             |
| - Kali Yuga          | 4242 – 4243             |
| Iransk kalender      | 519 – 520               |
| Islamisk kalender    | 535 – 536               |

Konge i Danmark: Erik 3. Lam 1137-1146
Se også 1141 (tal)

## Begivenheder
- 7. april - Matilde af England bliver den første kvindelige kvindelige regent i England. Hun opnår tilnavnet 'Lady of the English'.

## Født
- Nizami Ganjavi, (Persisk digter, d. 1209)